# Bebedouro
Bebedouro este un oraș în São Paulo (SP), Brazilia.